# Московская улица (Тверь)
Моско́вская улица — улица в Московском районе города Твери, проходит от Смоленского переулка до улицы Орджоникидзе.

## Расположение
Московская улица является продолжением улицы Чернышевского, начинается от Смоленского переулка и продолжается в юго-восточном направлении. Пересекает Вагжановский переулок и улицу 15 лет Октября, после чего упирается в улицу Орджоникидзе.
Общая протяжённость Московской улицы составляет 1,2 км.

## История
Московская улица возникла в соответствии с первым планом регулярной застройки 1760-х годов. Носила название Ямская Большая Самара. Такое наименование улицы отражало её длину (она длиннее Малой Самары) и принадлежность к Ямской слободе. В XIX веке эта улица получила название 2-й Ямской, затем Большой Самары.
Улица застраивалась одноэтажными деревянными частными домами (чётная сторона последнего квартала только до середины). Вероятно, в 1930-х годах в конце чётной стороны было построено предприятие. В 1937 году была построена школа № 10 (дом № 61).
В 1950-х годах здесь (вероятно, на месте зданий, сгоревших во время Великой Отечественной войны) были построены малоэтажные жилые кирпичные дома № 76, 78 и 86 , ателье № 15 (дом № 80), а также вечерний текстильный техникум.
В 1990-х годах был построен жилой д. № 10. В 2006 году на месте домов № 107 и 109 был построен многоэтажный жилой дом № 109.